# Radu Cașuba
Radu Cașuba (n. 4 septembrie 1962, Vatra Dornei) este un fost atacant român de fotbal.

## Activitate
Radu Cașuba a jucat 177 meciuri în divizia A în care a înscris 37 de goluri.
A jucat pentru echipele:
- CSM Suceava (1981-1988)
- Oțelul Galați (1986-1987)
- Inter Sibiu (1988-1989)
- Politehnica Timișoara (1989-1990)
- CSM Suceava (1990-1991)
- Oțelul Galați (1991-1995)

## Legături externe
- „Sport local: Radu Cașuba și Victor Gălușcă au deschis școală de fotbal la Darabani”, Monitorul de Suceava, 11 aprilie 2013, accesat în 9 septembrie 2013
- „Radu Cașuba a refuzat oferta de a prelua banca tehnică de pe Areni”, Obiectiv de Suceava, accesat în 9 septembrie 2013
- „„Generația de Aur" se transformă în „Generația Caritabilă"”, Libertatea, 15 decembrie 2011, accesat în 9 septembrie 2013